# 香港主題公園
香港主題公園源於1900年代開始興起的私人遊樂場，經過近百年社會進步和經濟起飛，漸漸演變成現時的主題公園。
早期的私人遊樂場大多集中於香港島，部份原意並非用作遊樂場用途。1940年代私人遊樂場開始擴展至九龍一帶，至1950年代開始隨著港英政府發展衞星城市而於出現於新界。1977年港英政府籌備的香港海洋公園開幕，標誌著香港正式踏入主題公園年代。然而香港海洋公園開幕對私人遊樂場造成重大打擊，多家私人遊樂場因不敵競爭和發展需要而先後結業。隨著荔園和大圍歡樂城先後於1990年代和2000年代結業，近百年歷史的私人遊樂場正式成為歷史。
隨著私人遊樂場淡出、主題公園興起和經濟不景氣，香港政府於1990年代後期開始主動規劃和籌建主題公園 — 1997年香港旅遊協會提出興建青馬電影城，1999年香港政府更與華特迪士尼公司達成協議以合夥形式興建香港迪士尼樂園度假區。而在香港政府主導主題公園發展下曾有不同私人發展商提出興建主題公園，但大多因自覺競爭力不及而更改設計甚至擱置計劃。（參考邵氏電影城和馬灣公園）
2000年代可謂香港主題公園百花齊放的年代，不但有多個在1990年代籌備的主題公園陸續落成開幕而主題亦不再單純作消閒娛樂 — 包括以濕地保育為主題的香港濕地公園，結合宗教、自然生態、環境保育和教育元素的馬灣公園。而私人發展商因未能於主題公園市場分一杯羹，故轉為開設一些較小型的主題景點。（參考香港杜莎夫人蠟像館和史諾比開心世界）
2010年代至2020年代香港主題公園面臨吸引力下降、外圍競爭激烈和世紀疫症等多方面挑戰，香港迪士尼樂園和香港海洋公園先後提出大規劃擴建以提升吸引力。奈何未及擴建完成危機已逼在逼在眉睫，當中香港海洋公園更需政府多次撥款應付營運和重生。至於拖拉多時的馬灣公園二期終落實上馬，而香港政府亦主動提出改善香港濕地公園設施。

## 營運中的主題公園
- 香港海洋公園（香港島黃竹坑）
- 香港迪士尼樂園（大嶼山竹篙灣）
- 馬灣公園（新界馬灣）
- 香港濕地公園（新界天水圍）

## 營運中的主題景點
- 香港杜莎夫人蠟像館（香港島太平山）
- 史諾比開心世界（新界沙田）
- 大富翁夢想世界（香港島太平山）
- 香港樂高®探索中心（九龍尖沙嘴）
- 11 SKIES（離島區赤鱲角）（興建中）

## 已結業的私人遊樂場
- 愉園（香港島跑馬地）
- 怡園遊樂場（香港島跑馬地）
- 樟園遊樂場（香港島跑馬地）
- 太白樓（香港島堅尼地城）
- 名園（香港島北角）
- 利園（香港島銅鑼灣）
- 虎豹別墅（香港島大坑）
- 東區遊樂場（香港島大坑）
- 松園仙館（新界大埔）
- 荔園（九龍荔枝角）
- 月園（香港島北角）
- 巴黎農場（香港島黃竹坑）
- 天虹娛樂場（九龍旺角）
- 明園遊樂場（九龍旺角）
- 荃灣遊樂場（新界荃灣）
- 啟德遊樂場（九龍新蒲崗）
- 大圍歡樂城（新界大圍）

## 已結業的主題景點
- 龍的傳說—時光漫遊列車（香港島太平山）
- 信不信由你奇趣館（香港島太平山）
- 小熊國（九龍尖沙咀）

## 擬建之主題公園
- 飛躍啟德（九龍啟德）

## 已擱置之主題公園
- 香港太空島（新界落馬洲）
- 東涌東主題公園（大嶼山東涌）
- 香港雪樂園（新界馬灣）
- 青馬電影城（新界青衣及馬灣）
- 邵氏電影城（新界清水灣半島）
- 香港迪士尼樂園二期（大嶼山竹篙灣）